# Essen (Észak-Rajna-Vesztfália)
Essen Észak-Rajna-Vesztfália központjában, Németországban található. A város közigazgatási és szövetségi kormányzati szempontból Düsseldorfhoz tartozik és 582. 415 fős lakosával (Essen város népesedési statisztikái szerint 2020. december 31-én) Németország tíz legnagyobb városának egyike. 1929-től 1988-ig Essen volt az 5. legnagyobb német város (Berlin, Hamburg, München és Köln után); ekkor előzte meg Frankfurt am Main. A németországi városok közül 2021 ben a 10. helyet foglalja el a népesség szerint Dortmund után. Észak Rajna Vesztfália tartományában viszont a negyedik legnagyobb város Köln, Düsseldorf, Dortmund után. Fontos ipari és üzleti helyszínként Essen jól ismert nagyvállalatok székhelye, és a Duisburg-Essen Egyetemmel egyetemi helyszín.
A Ruhr-vidéken elhelyezkedő központi elhelyezkedése miatt Essen – t "a Ruhr-vidék titkos fővárosának" is tekintik. 2010-ben Európa kulturális fővárosainak egyike volt. Fontos szerepet játszik a Ruhr-vidék gazdaságában és közlekedésében. 1957 óta katolikus püspöki székhely. Polgármestere másodszorra is 2015. október 21 óta Thomas Kufen (CDU) akit 2020. szeptember 13-án választottak meg ismét. (54,27%-os szavazat többséggel nyert. )

## Fekvése

### Városszerkezet

Essen kerületei

Essen a Ruhr-vidék központjában, a Ruhr folyótól északra fekszik, a tengerszint felett mintegy 116 méterrel. 9 kerületre és azokat összesen 50 városrészre osztják. A 9 kerület:
- 1. : Stadtmitte/Frillendorf/Huttrop
- 2. : Rüttenscheid/Bergerhausen/Rellinghausen/Stadtwald
- 3. : Essen-West
- 4. : Borbeck
- 5. : Altenessen/Karnap/Vogelheim
- 6. : Katernberg/Schonnebeck/Stoppenberg
- 7. : Steele/Kray
- 8. : Essen-Ruhrhalbinsel
- 9. : Werden/Kettwig/Bredeney

### Környezete
Essenhez közeli városok: Bochum, Hattingen, Velbert, Heiligenhaus, Ratingen, Mülheim an der Ruhr, Oberhausen, Bottrop, Gladbeck, Gelsenkirchen.

## Története

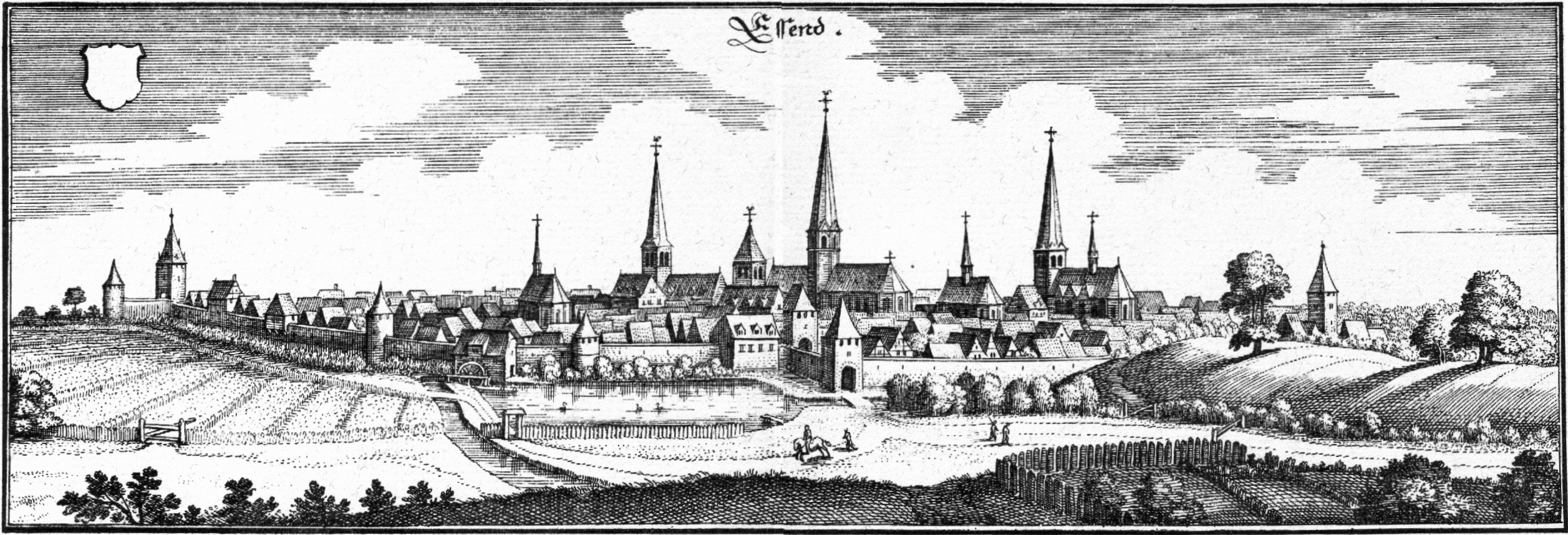
Essen 1647-ben

Essen alapítása a Karoling időkre tehető. 852-ben Alfried von Hildesheim püspök arisztokrata nők számára kolostort alapított itt.
1041-ben az esseni apátság körül kialakult település piacjogot kapott, 1244-ben az okiratok pedig már városként említették. A 14. században IV. Károly császár által szabad birodalmi várossá emelt Essen a késő középkor óta fegyverraktár volt. A 13-14. században az esseni apátság köré városfalakat emeltek. A kolostor lakói és a városlakók között harc folyt; a város lakosai a szabad birodalmi város jogaiért szálltak síkra. Küzdelmük csak 1670-ben ért véget, és ebben az időszakban Essen már a gazdasági virágzás korát élte. A gyorsabb ipari fejlődés azonban csak 1803-tól kezdődött. Essennek 1816-ban még csak huszonháromezer lakosa volt, 1900-ra a lakosság száma elérte a négyszázezret, 1939-re pedig a lakosság létszáma több mint hatszázötvenezerre nőtt. Az iparosodással a német szén- és acélipar egyik legfontosabb központjává vált. A nehézipar 1960-as évek közepétől bekövetkezett hatalmas hanyatlása után Essen a szerkezetváltás során erős szolgáltató szektort fejlesztett ki. Ma az esseni templom és a keresztény Nyugat legrégebbi Szűz Mária szobra (Arany Madonna) a város középkori történelmére emlékeztet. Ugyanakkor az ipari kultúra emlékei a nehézipari múltról tanúskodnak, különösen az UNESCO Világörökség része, Zeche Zollverein. A városképet is feltűnő sokemeletes épületek jellemzik. A város rohamos fejlődése a Ruhr-vidék nyersanyagforrásainak feltárásával függött össze, de az a tény, hogy a szomszédos városok közül messze kimagasodott, a Krupp-dinasztia tevékenygének köszönhette. A Folkwang Múzeum révén Essen modern festmények, szobrok, grafikák és fényképek híres gyűjteményével rendelkezik. Az Alvar Aalto tervei alapján épült operaház, a Folkwang Művészeti Egyetem, a Grillo Színház és a Német Plakátmúzeum köztiszteletben álló művészeti és kulturális intézmények.

## Közlekedés

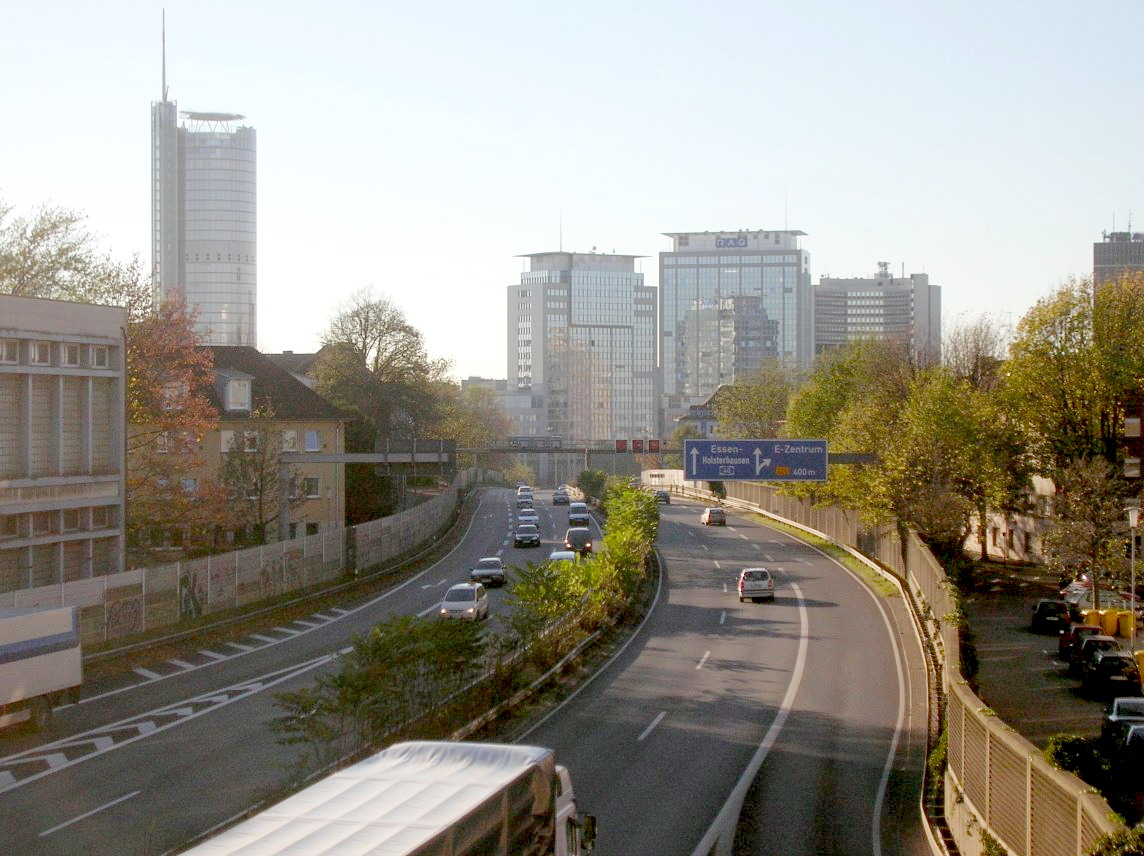
Az A40-es gyorsforgalmi autóút Essen belvárosában

Essen az A 40 (Ruhrschnellweg), A 42 (Emscherschnellweg), A 44 és A 52 szövetségi autópályák, valamint a B 224, B 227 és B 231 szövetségi autópályák vonzáskörzetében található, két kilométerre a várostól északra. Essen határán, és a 224-es szövetségi úton kapcsolódik a városhoz. Essen legrövidebb, 15 méteres utcája a Saal, és Werdenben található, a leghosszabb utca a Ruhrschnellweg, amelynek hossza 11,7 kilométer. A szintén Werdenben található Stotznocken utca a város legmeredekebb utcája 30%-os lejtéssel. 1928. augusztus 22-én az Altendorfer Strasse / Helenenstrasse kereszteződésben működésbe lépett az első közlekedési lámpa Essen városában. Ma körülbelül 630 közlekedési lámpa van. 2012. január 1-jei hatállyal összefüggő környezetvédelmi övezet került kialakításra a Ruhr-vidéken. Ez a környezeti övezet Duisburgtól Dortmundig terjed, és körülbelül 850 négyzetkilométernyi területet foglal el. A Ruhr-vidéken az autópályák mentesülnek a környezetvédelmi övezet előírásai alól.
Essen 3277 utcájának összhossza mintegy 1600 kilométer.
A regisztrációs hivatal statisztikái szerint 2019 februárjában összesen 348 313 járművet regisztráltak Essenben. A regisztrált járművek között 2438 elektromos és hibrid jármű volt (ebből 562 tisztán elektromos). 18 492 motorkerékpár is van.

### Vízi forgalom
A Ruhr Essen-Rellinghausenig hajózható olyan hajók számára, amelyek maximális merülése 1,70 m, maximális hossza 38 m és szélessége legfeljebb 5,20 m. A Ruhr-vidéken és a Ruhr-víztározókon személyszállító hajók közlekednek helyi kikapcsolódás céljából. Essen városi kikötője volt a Rajna-Herne-csatorna legfiatalabb kikötője, amelyet Essen városa állított üzembe 1934-ben, és 1987 óta a Stadtwerke Essen üzemelteti. A kikötő egy kikötőmedencéből és egy, a csatorna mentén elhelyezkedő párhuzamos kikötőből áll, amelyek együttes vízfelülete 63 000 m². A kezelt áruk közül a legfontosabbak a szilárd és ásványi tüzelőanyagok, ásványolaj és vegyi termékek, kövek és föld, valamint vas és acél. A város leányvállalataként a Weisse Flotte Baldeney GmbH személyszállítást végez a Ruhr-vidéken / Baldeneysee-n és a Rajna-Herne-csatornán.

### Vasúti közlekedés

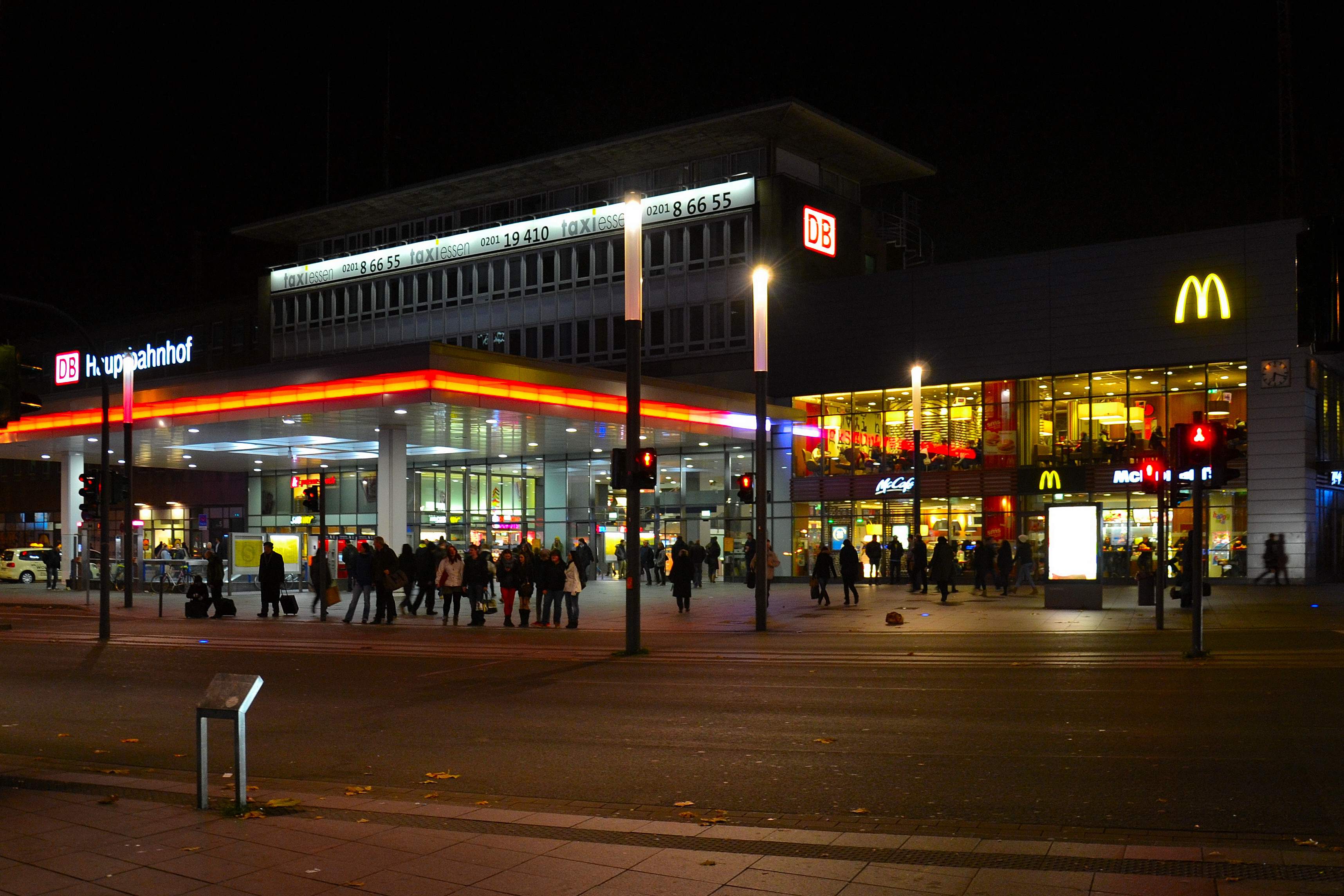
Essen főpályaudvar bejárat

A 2010-ben felújított főpályaudvarnak köszönhetően Essenben van egy Intercity Express távolsági vasútállomás és egy regionális vasútállomás. Közvetlen összeköttetések állnak rendelkezésre német és európai nagyvárosokba, köztük Berlinbe, Münchenbe, Hamburgba és Párizsba. (Thalys-THA-80). 
Vannak még a regionális Altenessen, Borbeck, Kray Süd és Steele vasútállomások, valamint 21 S-Bahn állomás. Miután a főpályaudvartól keletre lévő tolatópályaudvart bezárták, Essen már nem a vasúti teherszállítás vasúti csomópontja.
A főpályaudvar a nap 24 órájában fogad és indít vonatokat. Naponta körülbelül 724 vonat (Intercity Express, IC, RE, S-Bahn) fordul meg itt sűrű összeköttetést biztosítva Dortmunddal, illetve Kölnnel és Düsseldorffal. Emellett Észak-Rajna-Vesztfália öt S-Bahn vonala is áthalad (S1 – S2 – S3 -S6 -S9 ) a városon ahol Essennek összesen 21 megállója van: Bergeborbeck, Borbeck Süd, Dellwig, Dellwig Ost, Eiberg, Frohnhausen, Gerschede, Holthausen, Horst, Hügel, Kettwig, Kettw Stausee, Kray Nord, Kupferdreh, Stadtwald, Steele East, South, Überruhr, Werden, West és Zollverein North.

### Tömegközlekedés
A városi közösségi közlekedést az Ruhrbahn (Ruhrbahn GmbH) szolgáltatja közel 57 autóbusz-, 8 villamos- és 3 metróvonallal. A vonalakat és a tarifákat az VRR (Verkehrsverbund Rhein-Ruhr) szabályozza. Az éjszakai közlekedés is megoldott NE jelzésű autóbuszokat közlekedtet a társaság.

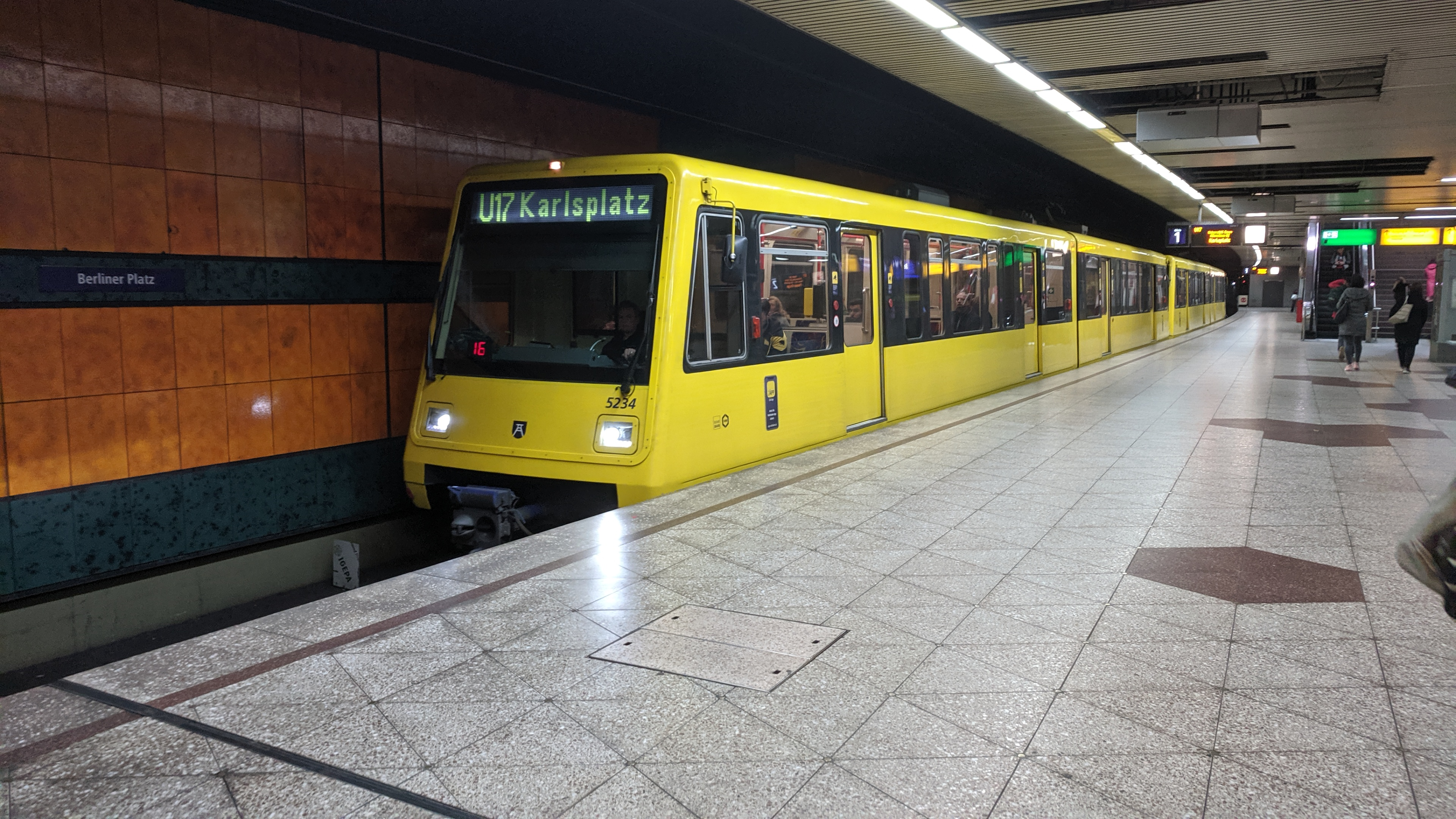
Essen metró

Essenben közel 200 kilométer kerékpárutat jelöltek, illetve építettek ki. Szintén átadásra került egy nagyobb szakasza az úgynevezett RS1 útnak ("Radschnellweg"), amely kerékpároknak épített nagy sebességű út nak neveznek, mert olyan kiváló az infrastruktúrája mint akár egy autópályának. A 12,5 kilométeres szakasz Mülheim an der Ruhr és Essen között. Ez az útvonal „Rheinische Bahn” néven is ismert, mivel az egykori Osterath – Dortmund Süd vasútvonal egy részén fut, amelyet a Rheinische Eisenbahn-Gesellschaft üzemeltet. A forgalmasabb helyeken térképek és útjelzők segítik a biciklistákat; gyakoriak a kerékpáros rendezvények. A város déli részéről 8 kilométeres kerékpárút vezet ki a zöld területekre. 

### Légi közlekedés
Határán található az Essen/Mülheim repülőtér 3 kifutóval és 1 terminál épülettel. Mivel ez nagy utasszállító repülőgépek kiszolgálására (főleg a túl rövid kifutópályák miatt) alkalmatlan, főleg léghajók és kisrepülőgépek, magángépek szállnak fel-le itt. Magánrepülőgépek lefedik az európai célpontok at. A reptér a város központjából a 104-es villamossal, illetve a 145-ös autóbusszal érhető el. 
Nemzetközi repülőterek
- Legközelebb a Düsseldorfi nemzetközi repülőtér található (27,4 km)
- Dortmund repülőtere (60,7 km)
- Köln – Bonn repülőtér (78 km)
- Düsseldorf Weeze] (78 km)

## Politika

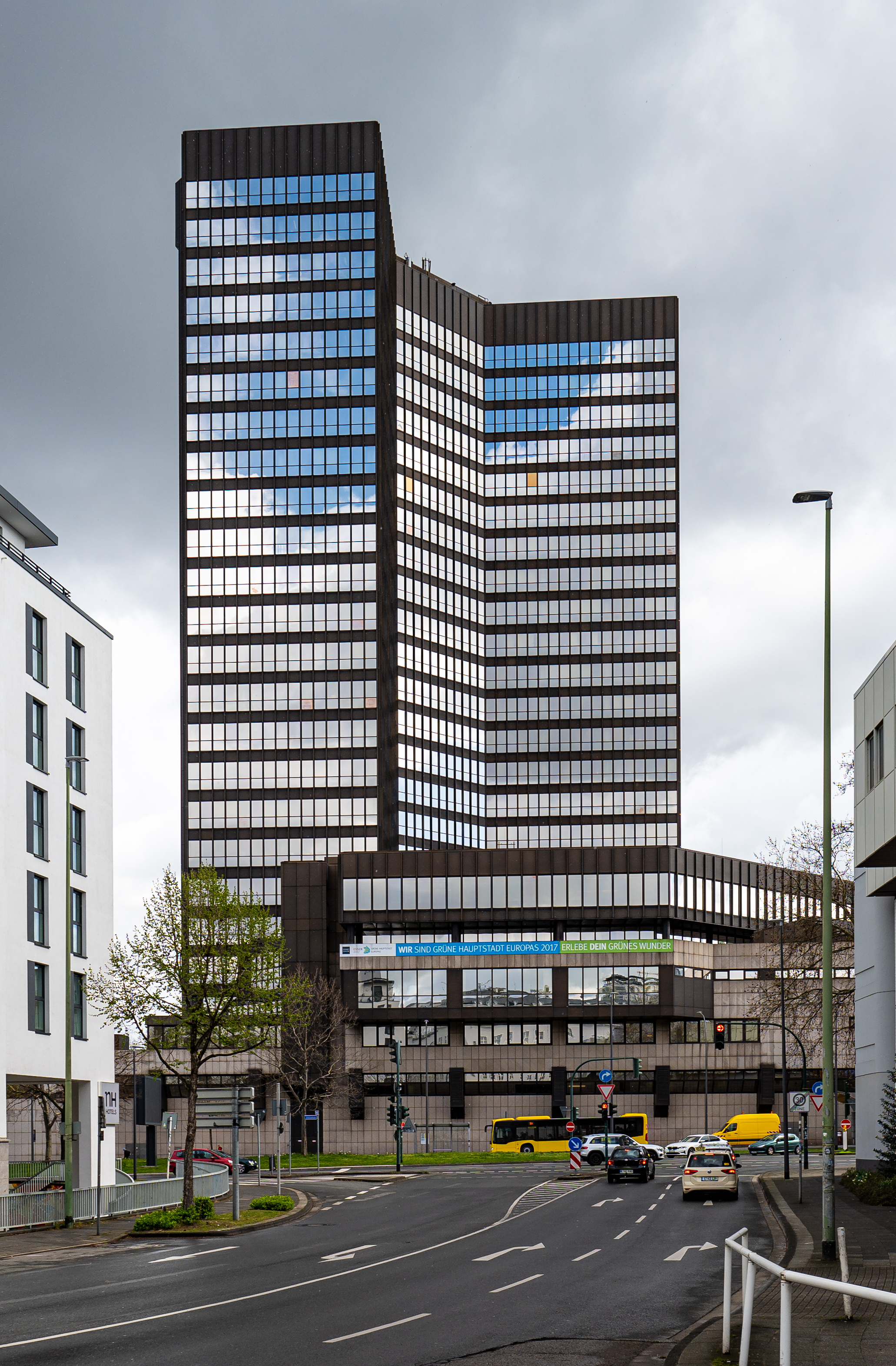
Essen városháza

A nemzetiszocializmus idején a polgármestert az NSDAP nevezte ki. A második világháború után a brit megszállási zóna katonai kormánya új főpolgármestert nevezett ki, majd 1946-ban brit mintára bevezette a helyi alkotmányt. Aztán volt a nép által választott „városi tanács”, amelynek tagjait „városi tanácsosoknak” nevezik. A képviselő-testület kezdetben a polgármestert választotta meg tagjai közül elnöknek és a város képviselőjének, aki önkéntes alapon tevékenykedett. Továbbá 1946-tól a képviselő-testület főállású vezető városigazgatót is választott a városvezetés élére. 1999-ben a városvezetésben feladták a kettős vezetést. Azóta csak a főállású polgármester van. A tanács elnöke, a városvezetés vezetője és a város képviselője. 1999-ben választották meg először közvetlenül a polgárok.
A polgármester 2015. október 21-e óta a CDU-s Thomas Kufen, akit 2015. szeptember 27-én választottak meg, majd 2020. szeptember 13-án választottak újra Elődje Reinhard Pass volt az SPD-től. A 2020. szeptember 13-i polgármester-választáson a hivatalban lévő Thomas Kufen (CDU) 54,27%-kal nyert versenytársai ellen 48,06%-os részvétel mellett.

## Gazdasága és infrastruktúrája
Essen a Ruhr-vidék gazdasági, igazgatási és bevásárlási központja. Számos ipari konszern, elsősorban a Krupp és a Rheinstahl, különféle gazdasági egyesülések és szövetségek, bankok, biztosító és egyéb intézmények székhelye is.

### Kiskereskedelem

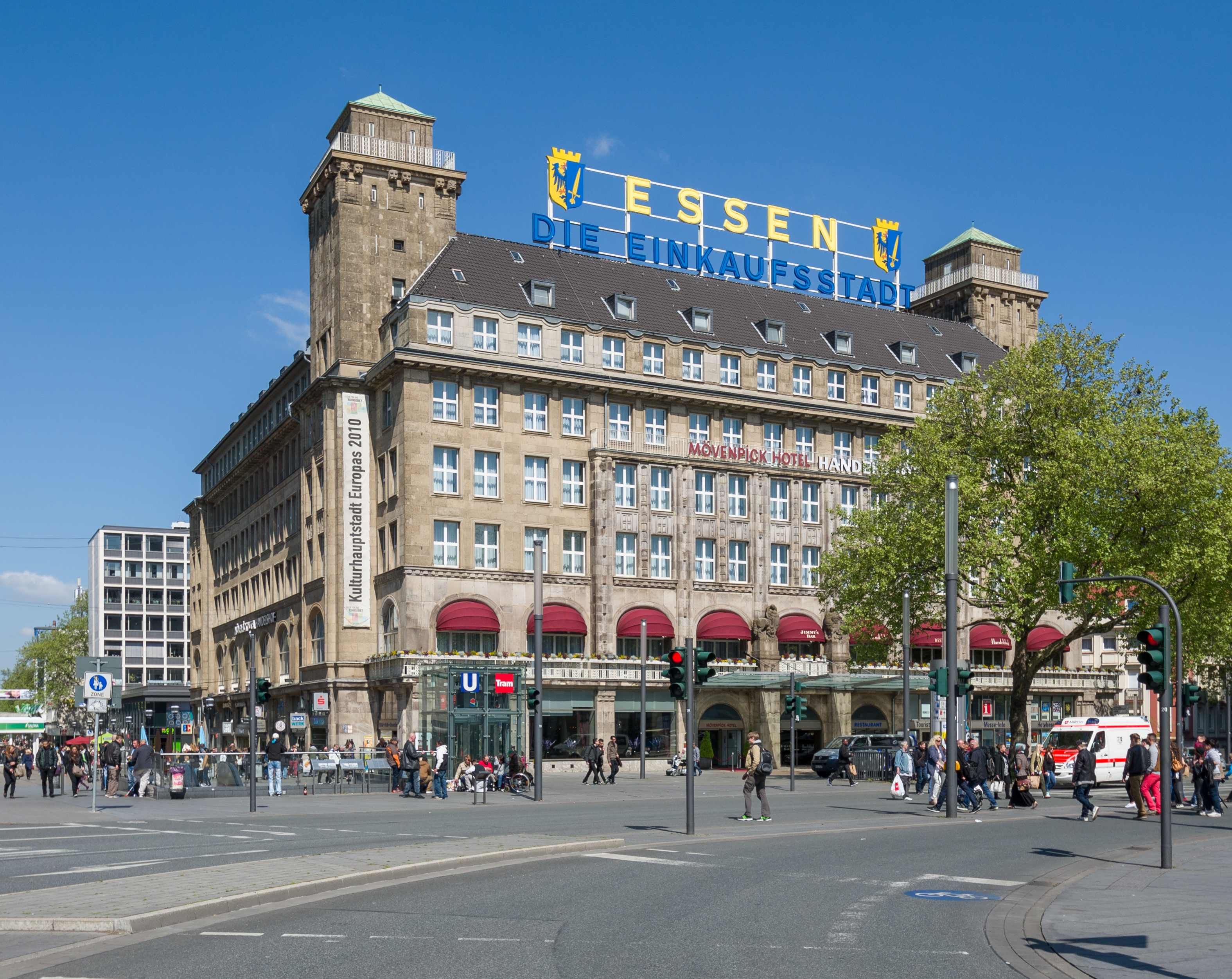
Essen belváros

Miután a Limbecker Strasse-t 1927-ben lezárták az autók elől, és valójában Németország első sétálóövezetévé vált, a Kettwiger Strasse a második világháború után a fő bevásárlóutcává fejlődött. 1965. június 16-án az első darab autómentessé vált, majd többször bővítették. Essen a Ruhr-vidék bevásárlóvárosa lett. A tömegfogyasztásra szánt üzletek ezért a Limbecker Strasse és a Kettwiger Strasse utcákon találhatók. A városközpont észak-nyugati szélén 2009 óta található a Limbecker Platz bevásárlóközpont mintegy 200 üzlettel, a Rathaus Galerie Essen (1979 és 2010 között City Center Essen néven ismert) pedig mintegy 80 üzlettel a város keleti szélén. a városközpont. A kis- és szakkereskedelem is decentralizált. Szinte mindegyik kerületnek megvan a saját tere áruházakkal és kiskereskedőkkel. Az üzletek a főutakon is sorakoznak.

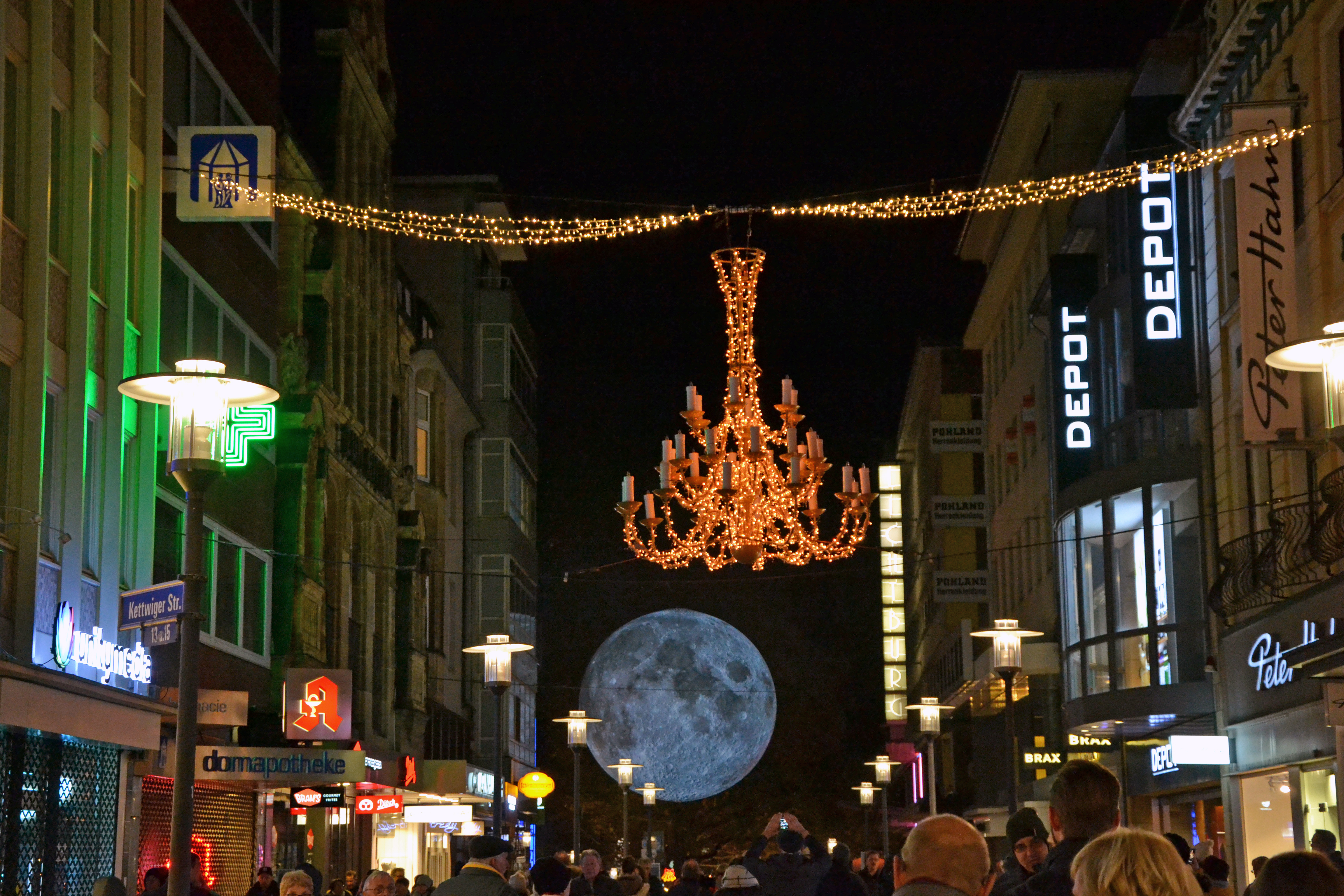
Essen belváros

### Egészségügyi létesítmények
Az egyetemi klinikán kívül a városnak tizenkét másik kórháza van, összesen csaknem 6000 ággyal. Ezek közé tartozik az Alfried Krupp Kórház Rüttenscheid és az Alfried Krupp Kórház Steele (korábban Luther Kórház), a huttropi Elisabeth Kórház a Haus Berge Geriátriai Központtal Bocholdban, az Essen-Mitte klinikák (Huyssens Alapítvány és Knappschafts Kórház), a Katholische Klinikum Essen (amely a borbecki Philippusstift, a stoppenbergi St. Vincenz Kórház és az Altenesseni Marienhospital operatív részekből áll), az Essen-Süd klinikák (St. Josef Kórház és Ev. Kórház Werdenben), a heidhauseni Kamillushaus szenvedélybeteg-klinika és a St. Josef Kórház Kupferdrehben, amely a szomszédos hattingeni Szent Erzsébet Kórházzal együtt alkotja a Ruhr-félsziget Katolikus Klinikáját. Az Egyetemi Kórházban és az Erzsébet Kórházban gyermekklinika működik.

### Közintézmények
A Ruhrverband Essen központja a Ruhr-vidék központi városának számos funkcióját tölti be, ahol több mint ötmillió ember él. Ezt a fontosságot számos olyan intézmény és egyesület dokumentálja, amelyek országosan látnak el feladatokat, vagy állítanak fel szabványokat a régióban. A Regionalverband Ruhr (RVR) 1920-as alapítása óta Essenben található. Ez a legrégebbi német regionális egyesület, amelyhez négy önálló város és négy járás tartozik, közösségi szintű feladatokat lát el. Ezek a táj karbantartásától és fejlesztésétől az önkormányzati igazgatás szervezéséig és a szabadidős tevékenységek lehetőségeinek javításáig terjednek. Az Észak-Rajna-Vesztfáliai Regionális Szociális Bíróság, az Esseni Regionális Bíróság, az Esseni Munkaügyi Bíróság és a három helyi Essen, Essen-Borbeck és Essen-Steele bíróság révén a város országosan fontos joghatósági hely.
A Mülheim an der Ruhr és Oberhausen városokért is felelős Esseni Kereskedelmi és Iparkamara mellett a három esseni székhelyű vízgazdálkodási egyesület, a Ruhrverband, az Emschergenossenschaft és a Ruhrtalsperrenverein lát el központi gazdasági funkciókat.
Essen 1958 óta az esseni egyházmegye székhelye. Az egyházmegye kiterjed a Ruhr-vidék nagy részén és a Sauerland kisebb részein. A németországi katolikus egyház latin-amerikai segélyszervezete, az Episcopal Action Adveniat szintén Essenben található.
Észak-Rajna-Vesztfália időjárását jósolja a német meteorológiai szolgálat Essenben. Az esseni déli kerületben található vámvizsgáló hivatal egyike a 8 németországi vámnyomozó hivatalnak. Feladata a vámigazgatási eljárás alá vont bűncselekmények és közigazgatási szabálysértések megállapítása.
Essen a következő közjogi intézmények vagy társaságok székhelye is:
- Rheinisch-Westfälisches Institut für Wirtschaftsforschung
- BKK-Bundesverband RWTÜV Stifterverband für die Deutsche Wissenschaft

Külképviseletek
- Törökország általános konzul

Tiszteletbeli konzulátusok
- Albánia
- Honduras
- Kamerun
- Litvánia
- Fülöp-szigetek
- Norvégia
- Thaiföld
- Magyarország
- Uruguay

A Europe Direct információs központ 2019 januárja óta a Haus der Technikben működik.

### Éghajlata

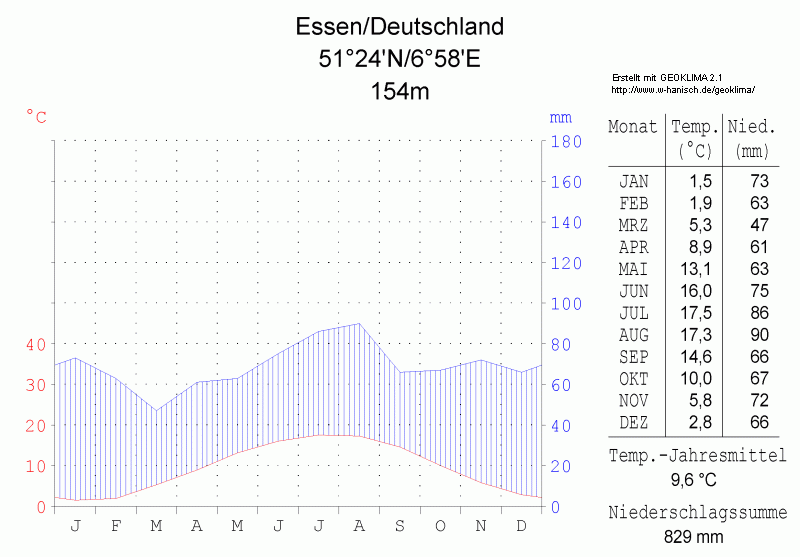
Essen klímadiagramja

Az éves átlaghőmérséklet 6 °C. Az éves csapadék 829 mm, amiből a legtöbb általában augusztusban esik.

## Népessége
| Lakosok száma | 677 568 | 565 900 | 566 862 | 569 884 | 576 691 | 583 393 | 583 109 | 579 432 | 584 580 | 586 608 |
|               | 1975    | 2011    | 2012    | 2013    | 2014    | 2017    | 2019    | 2021    | 2022    | 2023    |

1896-ban a város lakossága meghaladta a 100 000 főt; Essen nagyvárossá vált. 1962-ben a mai városi területre átszámítva 749 193 lakost számoltak (Kettwig és Burgaltendorf csak később épült be – az egykori városi területen 729 301 volt), ami az eddigi legmagasabb népességi szintet érte el. Az Észak-Rajna-Vesztfália Állami Adatfeldolgozási és Statisztikai Hivatal frissítései szerint 2005. december 31-én Essen lakosainak hivatalos száma 585 430 volt (csak a fő lakóhelyek). Ez 1962 óta mintegy 20 százalékos csökkenést jelentett. A tendencia 2012-ig tovább csökkent, mivel a halálozási többlet évente elérte a 2500-3000 embert. 2012 óta Essen városának lakossága újabb növekedést mutatott. 2013. december 31-én a város 573 115-re nőtt. 2014. december 31-én Essen városának 576 691 lakosa volt. 2015-ben az Észak-Rajna-Vesztfáliai Állami Információs és Technológiai Hivatal (IT. NRW) előrejelzése szerint Essen lakossága 3,6%-kal 590 200 főre emelkedik 2040-re. A városnak 2019. december 31-én 591 018 lakosa volt, az állami statisztikai hivatal ugyanennyi időre 582 760 lakost határozott meg.

## Nevezetességek
- A Borbeck-kastély egy barokk kastély, amely Essen Borbeck kerületében található. A 14. század óta az esseni hercegnő kedvelt rezidenciája volt, mai megjelenését a 18. században kapta. Az 1980-as évektől továbbképzések és kulturális rendezvények helyszínéül szolgál.
- Grugapark Eredetileg az 1929-ben megrendezett Ruhr-vidéki Kertépítészeti Kiállításra készült, majd 1952-ben és 1965-ben tovább bővítették, botanikus kerttel, akváriummal, terráriummal, vadaskerttel, kiállítási csarnokkal, vendéglőkkel, szökőkutakkal és más vizijátékokkal, strand- és hullámfürdővel, sport- és szórakozási létesítményekkel.
- A Baldeney tó (Baldeneysee) Essen oázis a szabadidő szerelmeseinek, a vízi sportok kedvelőinek, a sportos "szárazföldieknek" és a természet szerelmeseinek. Az 1929-es évek végén Essen ipara fellendült, a lakosság száma pedig emelkedett. Egyre több tiszta ivóvízre volt szükség a polgároknak. A szomszédos tavakra, a Hartkorsee-re és a Hengsteysee-re való tekintettel a Ruhr áramlási sebességét fel kellett duzzasztani, hogy a lebegő anyagok leülepedjenek a vízben. 1931 és 1933 között a "Stausee" projektet mintegy 2000 munkás ásta ki az úgynevezett "Önkéntes Munkaszolgálat" és a Ruhr-gát építése keretében. A vízerőművet is üzembe helyezték.
- Zollverein: Ipari kultúra a nehézipari múltból, különösen az UNESCO Világörökség része, Zeche Zollverein.
- Villa Hügel: Az egykori Krupp rezidenciát 1869-től 1873-ig Alfred Krupp építtette, a család 1945-ig lakott benne. A villa a bismarcki kor hivalkodó pazar stílusának tipikus példája. Hatalmas, falburkolatuk miatt kissé sötét termeiben zajlottak a német iparmágnások tanácskozásai, fényűző fogadásai. Ma Essen egyik kulturális központja; művészeti kiállításokat rendeznek benne.
- A Hugenpoet-kastély egy háromrészes, vizesárokkal körülvett kastély Kettwig esseni kerületében, a Landsberg-kastély közvetlen közelében. Neve „Varangy-tóként” értelmezhető, amely a Ruhr-völgyben található mocsaras ártéri tájakra utal. A létesítmény 1985 februárja óta műemlék épület, jelenleg szálloda-étteremként használják.
- A Folkwang Múzeum egy művészeti múzeum Essenben. 1902-ben nyitotta meg Hagenben Karl Ernst Osthaus művészetpártoló Folkwang Múzeum néven, és sokáig úttörő szerepet játszott a modern művészet területén. Osthaus 1921-ben bekövetkezett halála után gyűjteményét Essenbe adták el, ahol megalapították a Folkwang Múzeum Egyesületet. A gyűjtést azóta is ott folytatják. 1922 óta a Folkwang-Museumsverein és Essen város közös tulajdonában van, és impresszionizmus, expresszionizmus, szürrealizmus és más modern művészeti stílusok alkotásait tartalmazza. A Folkwang Múzeum művészeti és kézműves tárgyakat, egy grafikai és egy fényképgyűjteményt is birtokol.
- Münster: Az egykori esseni apátság katolikus temploma volt, most az Esseni egyházmegye székesegyháza.
- Szent János templom (St. Johannisskirche)
- Abtheikirche: A templom elődjét 875-ben a Megváltó temploma (Salvatorkirche) néven avatták fel. A templom legrégibb része az a sírkamra, amelyben az alapító münsteri püspököt, Szt. Liudgert temették el, s amelyet később kriptává építettek ki. A 10. században nyugati oldalához építették a Péter templomot (Peterskirche). 1256-ban a Salvatorkirche leégett, csak a kripta maradt meg, 1275-re újjáépítették. Bár ezekben az években már folyt a Kölni dóm építése, de az itteni építők ragaszkodtak a román stílushoz. A templom ma a Rajna-vidék legkésőbbi, még román stílusú temploma.
- Székesegyház
- Burgplatz az óriáskerékkel
- Régi zsinagóga
- Ruhr múzeum

## Itt születtek, itt éltek
- Leroy Sané (1996-) – német válogatott labdarúgó
- Friedrich Krupp (1787-1825) – A világhírű acélgyártó cég megalapítója itt született.
- Alfred Krupp (1812-1887) – Fiedrich Krupp fia itt született.
- Karl Baedeker (1801-1859) – A népszerű bedekker útikönyvek kiadójának megalapítója itt született.
- Karl Human (1839-1896) – A világhírű pergamon-oltár megtalálója és ásatásainak vezetője itt született.
- Otto von Bismarck német kancellár
- Friedrich Hammacher közgazdász és politikus
- Johann Heinrich Peter Beising teológus
- Heinrich Carl Sölling kereskedő
- Erich Zweigert főpolgármester (1886–1906 között)
- Margarethe Krupp
- Paul von Hindenburg tábornok, köztársasági elnök
- Paul Goerens vegyész
- Viktor Niemeyer
- Berthold Beitz

## Egyéb érdekességek
Essenben játszódik a német RTL nagy sikerű tévésorozata, az Alles was zählt. Minden év októberében itt rendezik meg a nemzetközi társasjáték-bemutatót, a SPIEL-t.

## Galéria

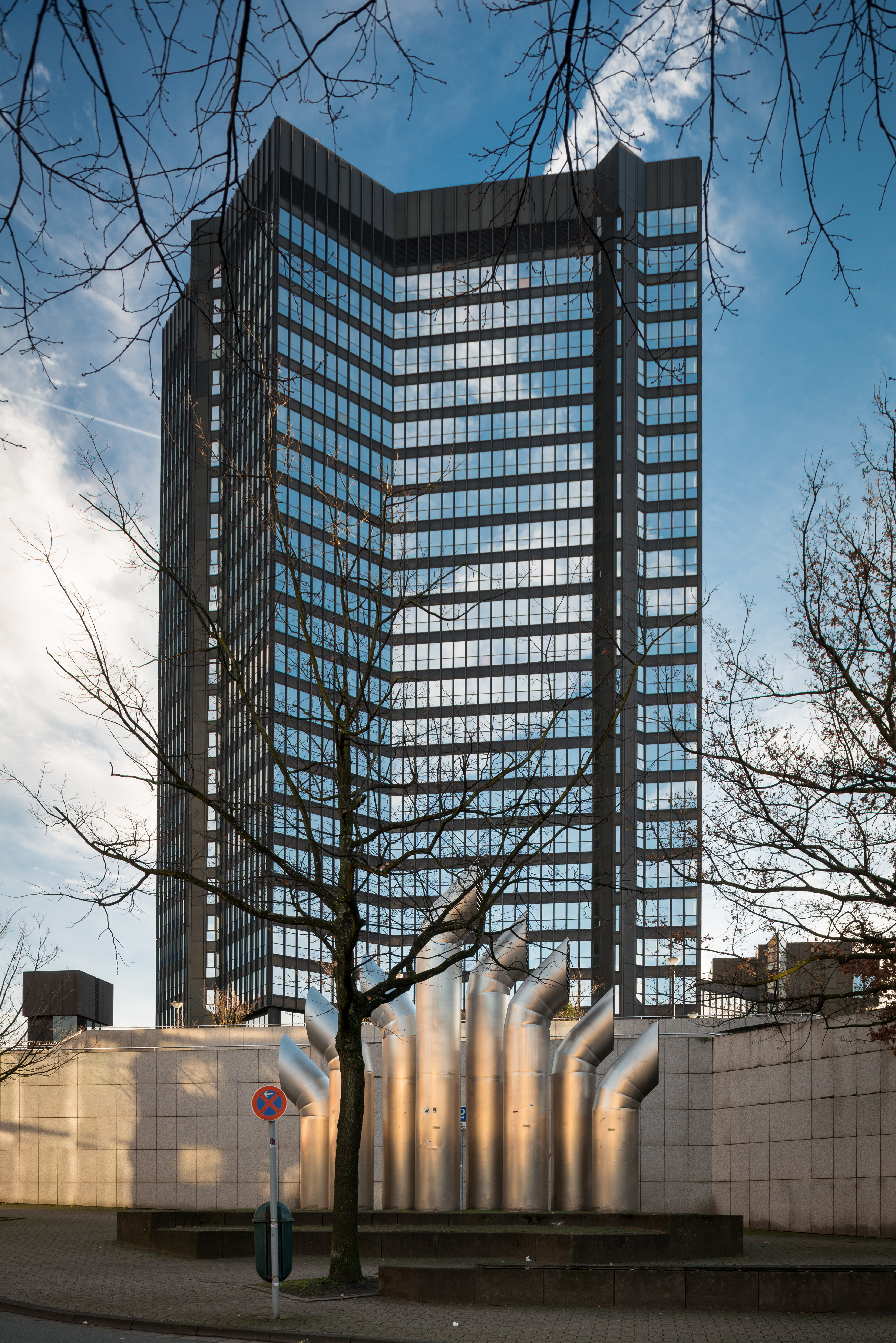
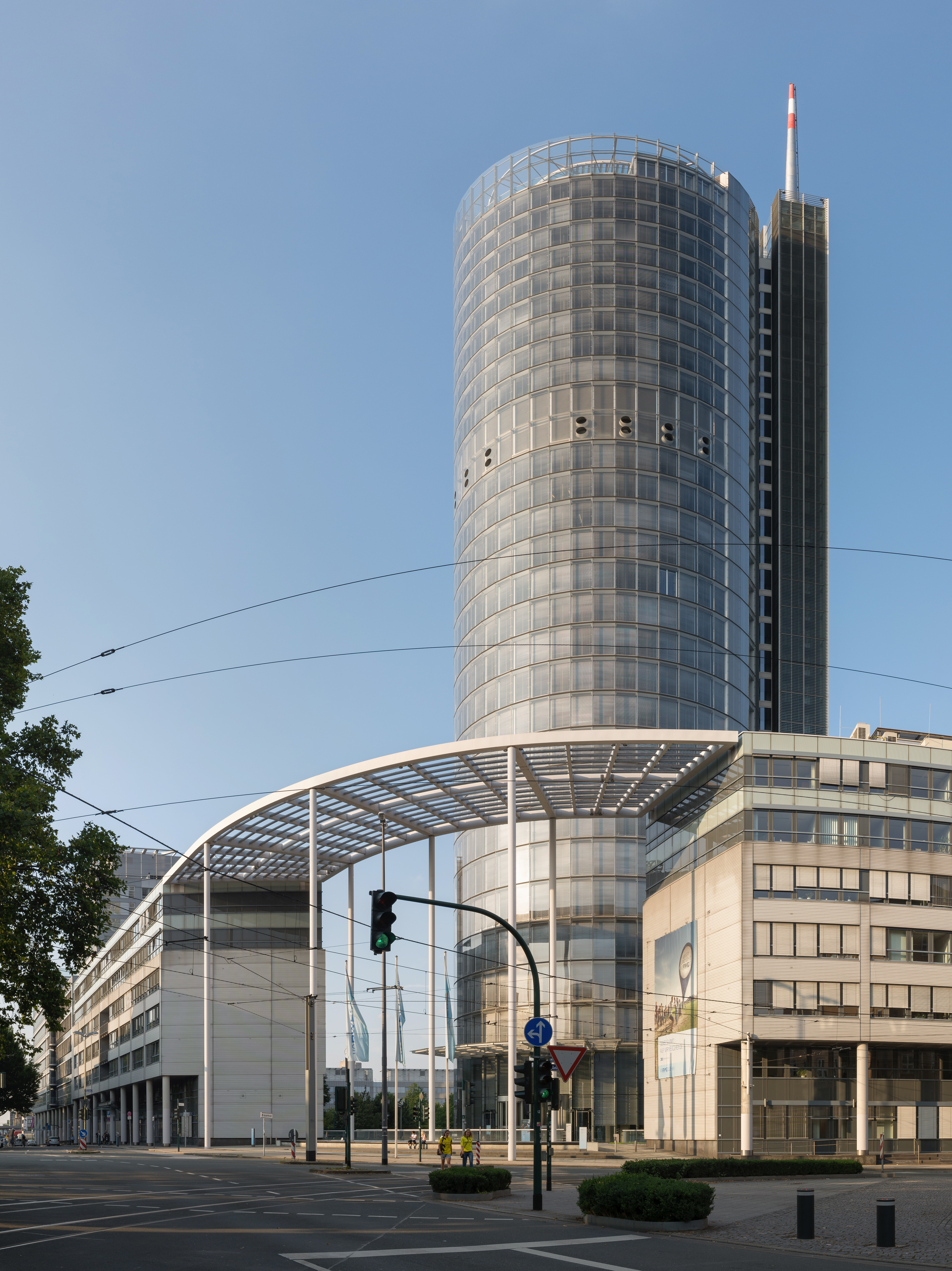
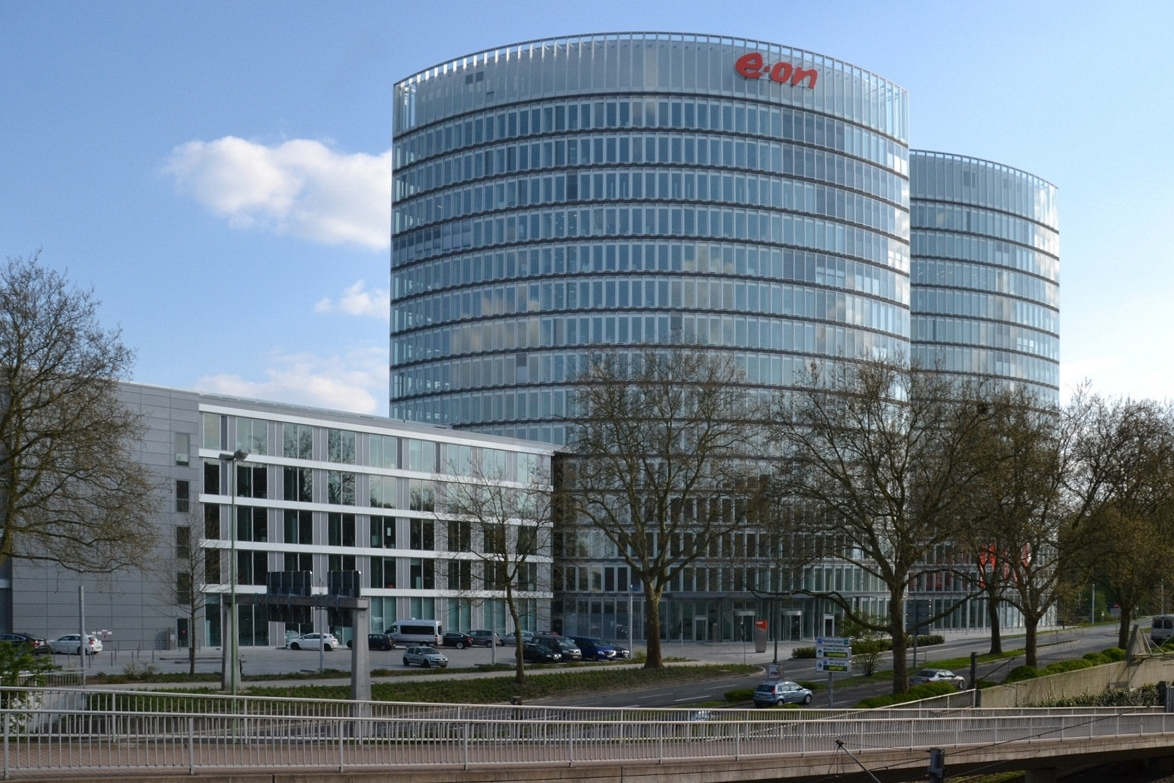
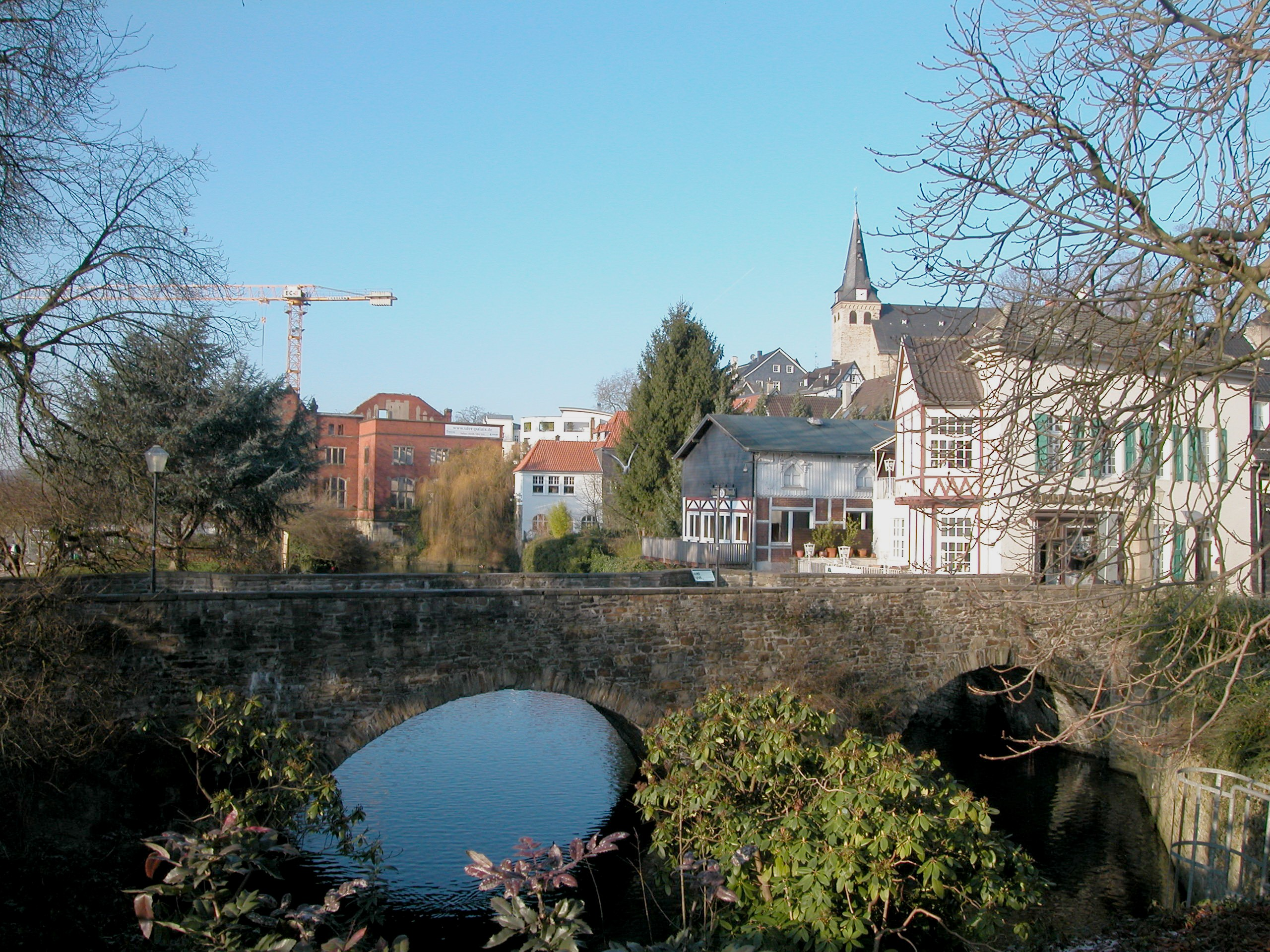
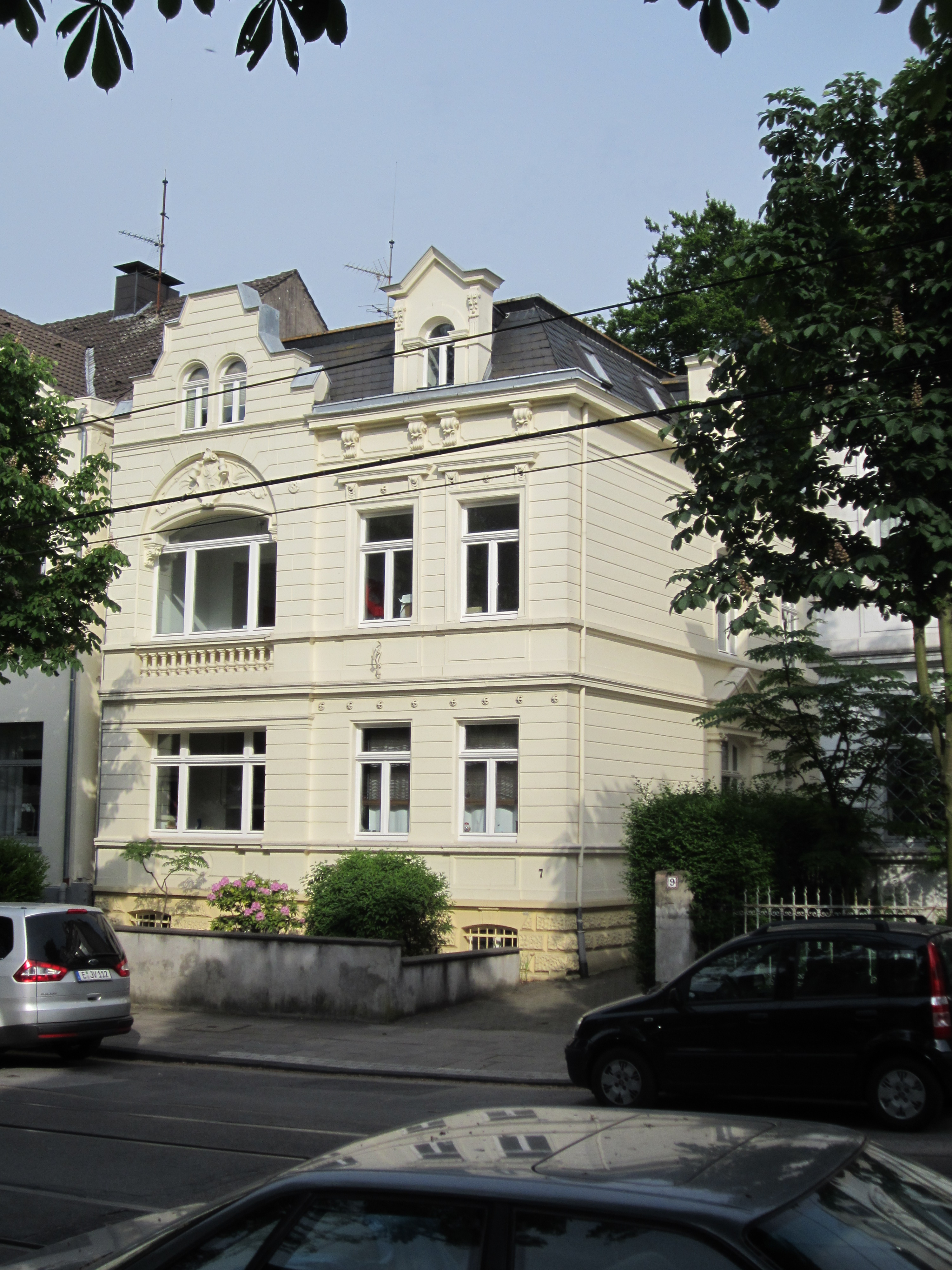
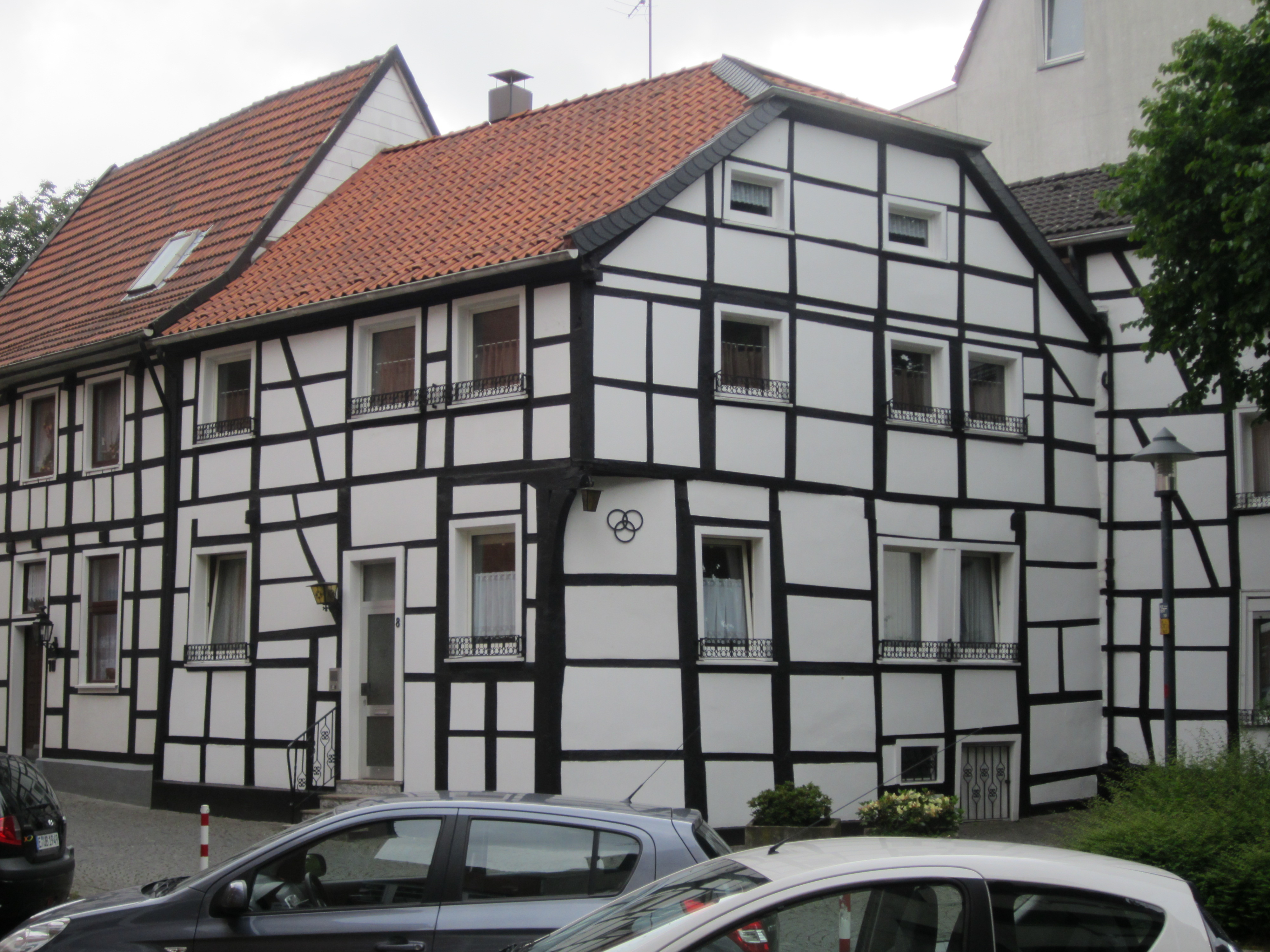
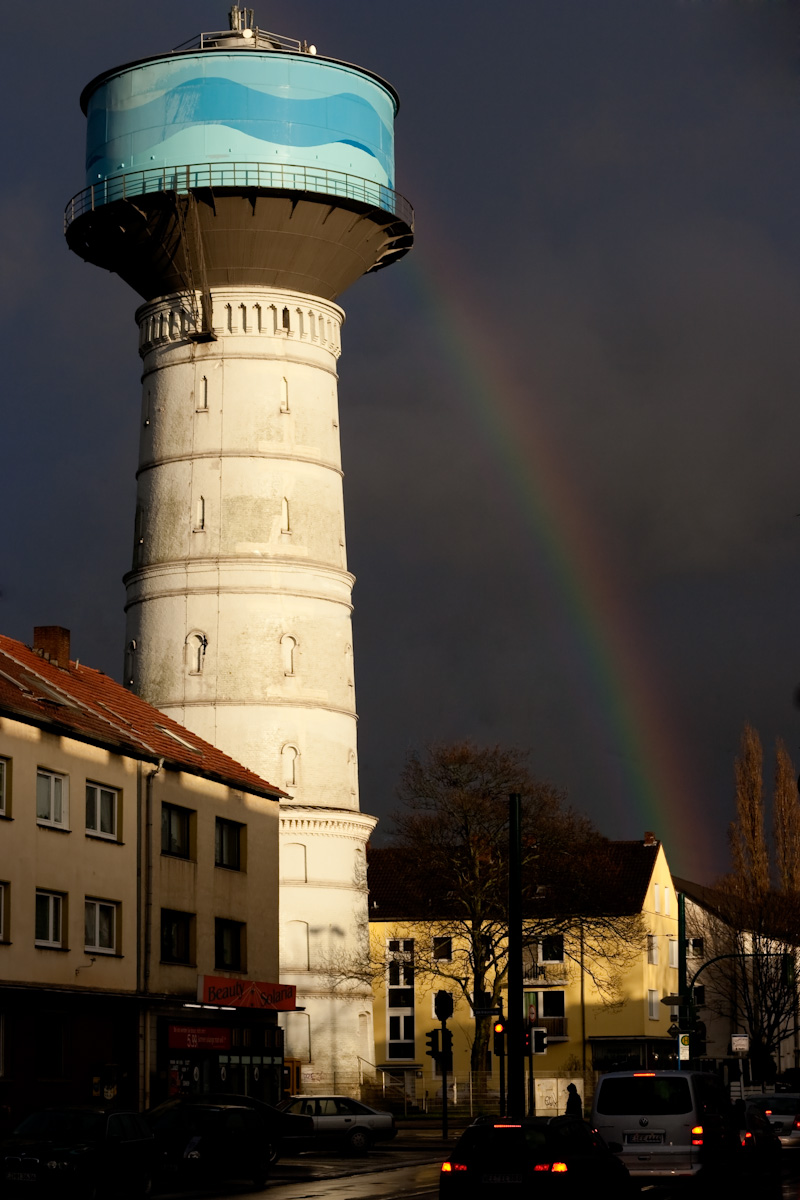
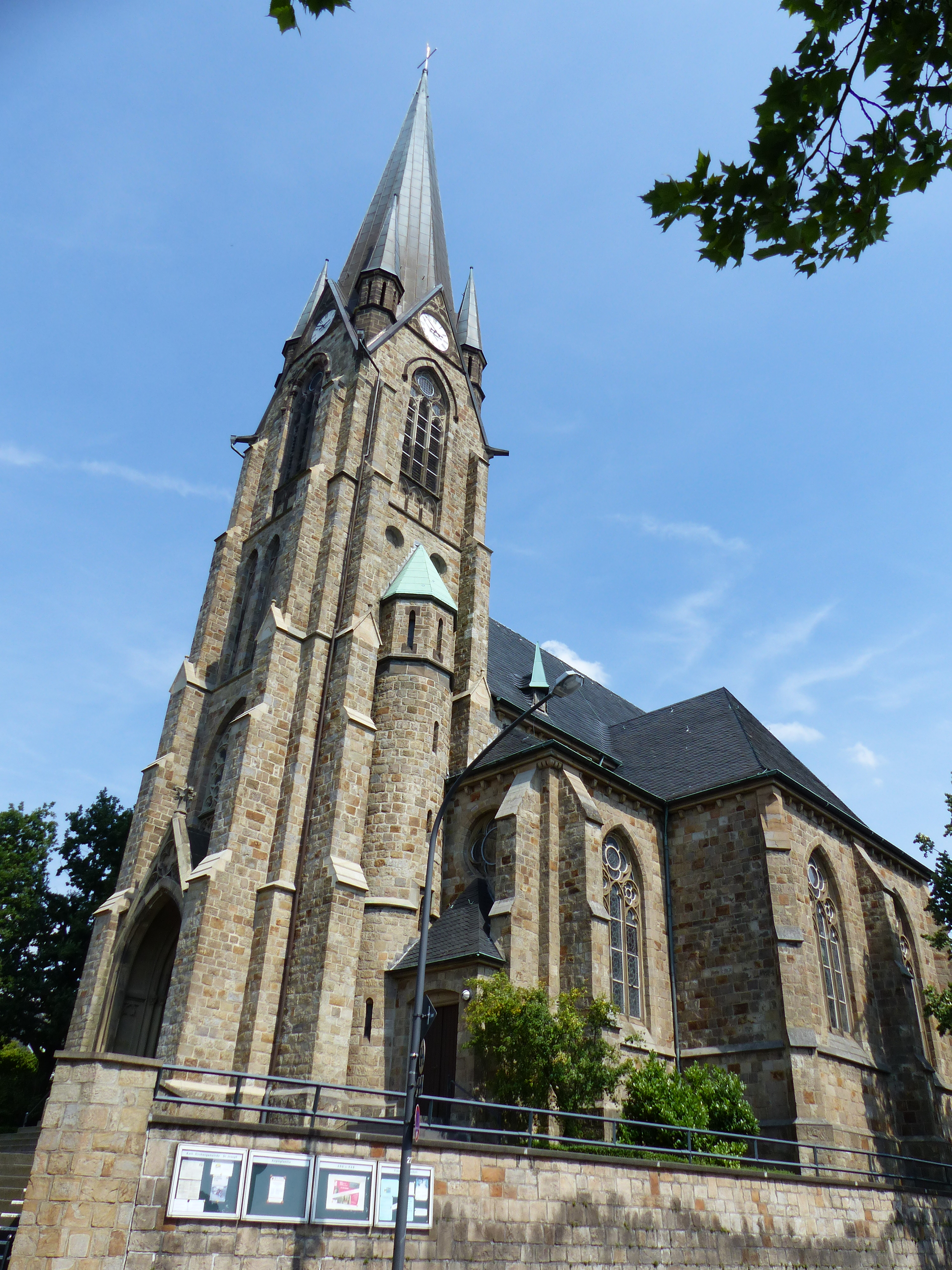
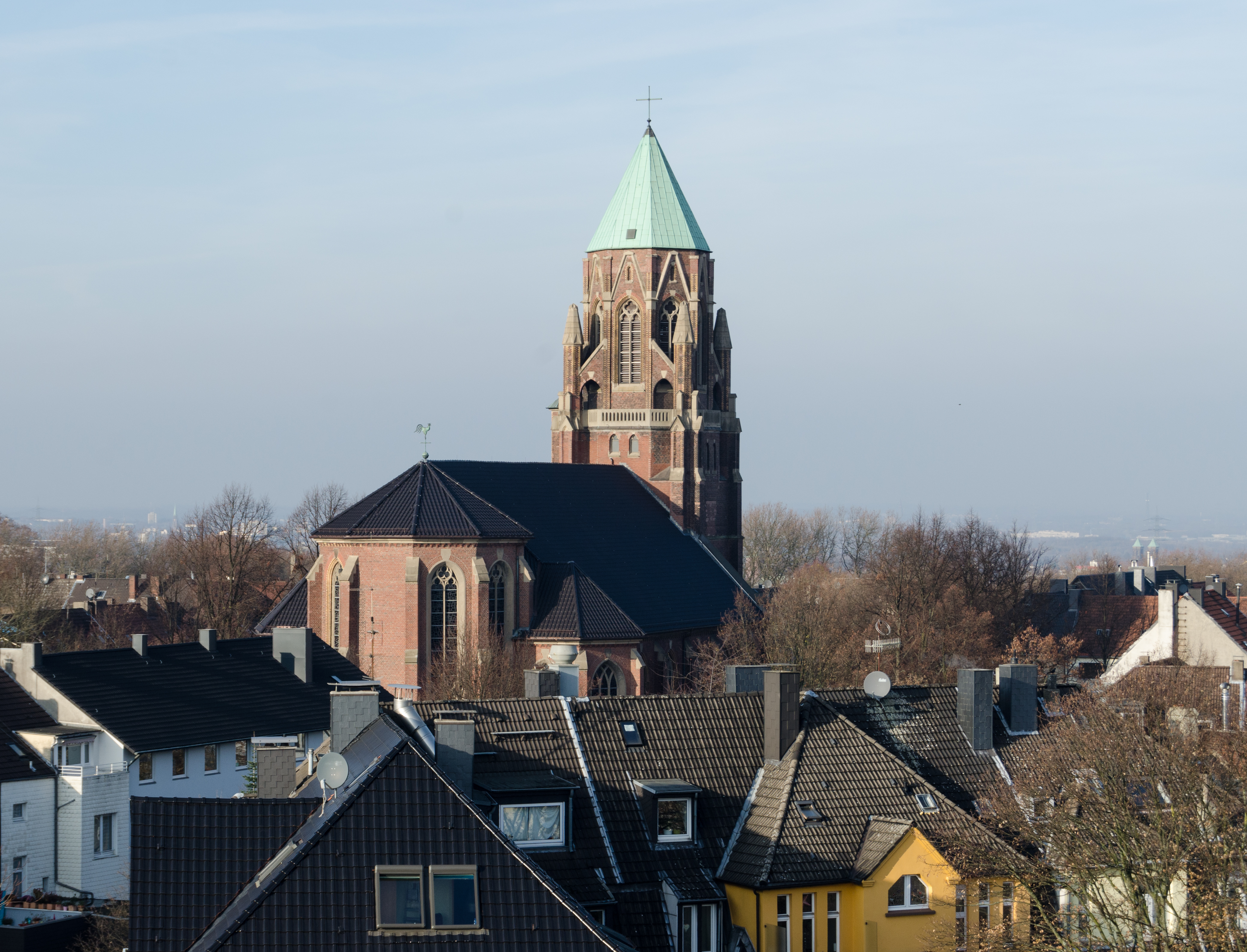
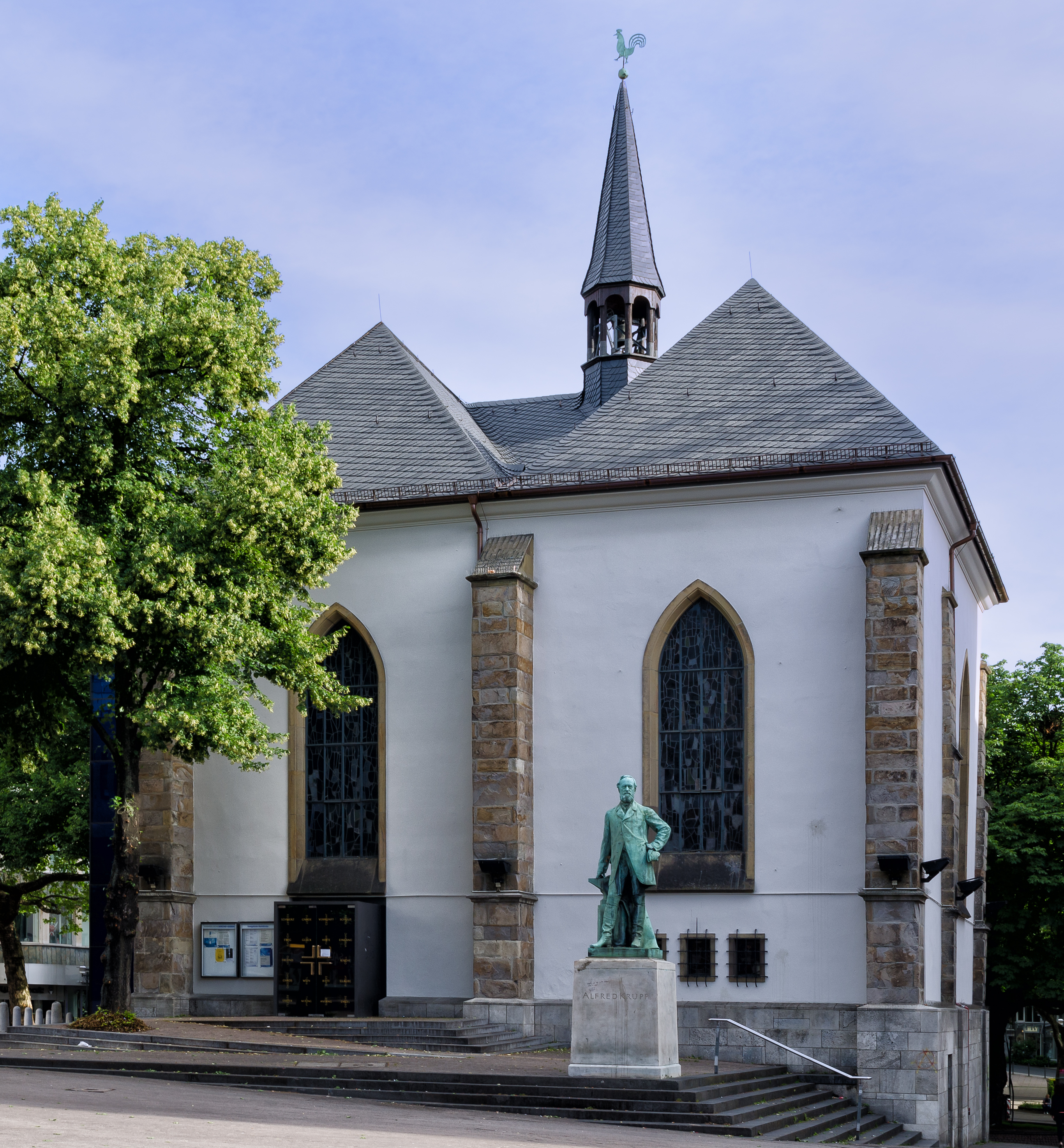
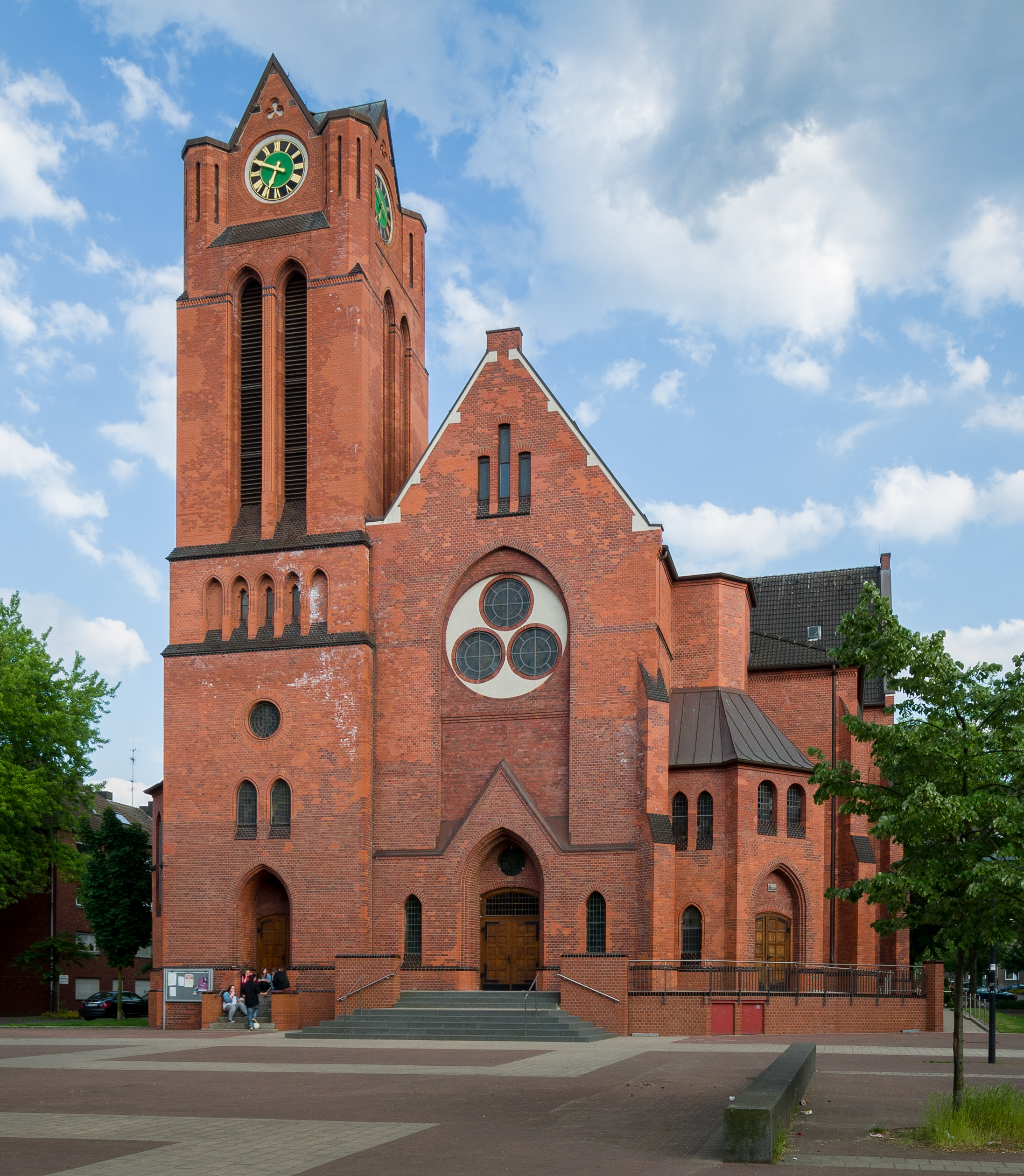
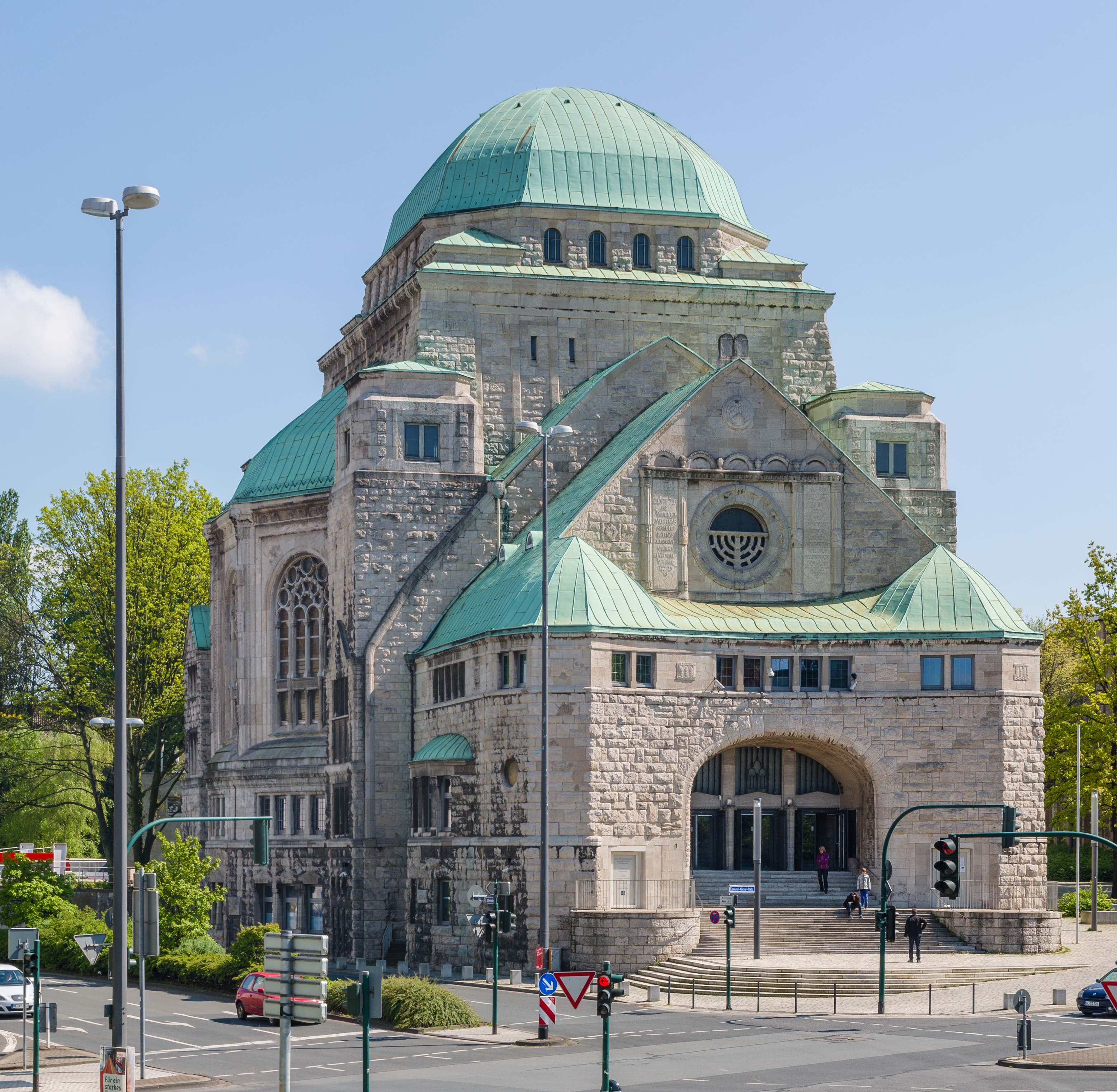
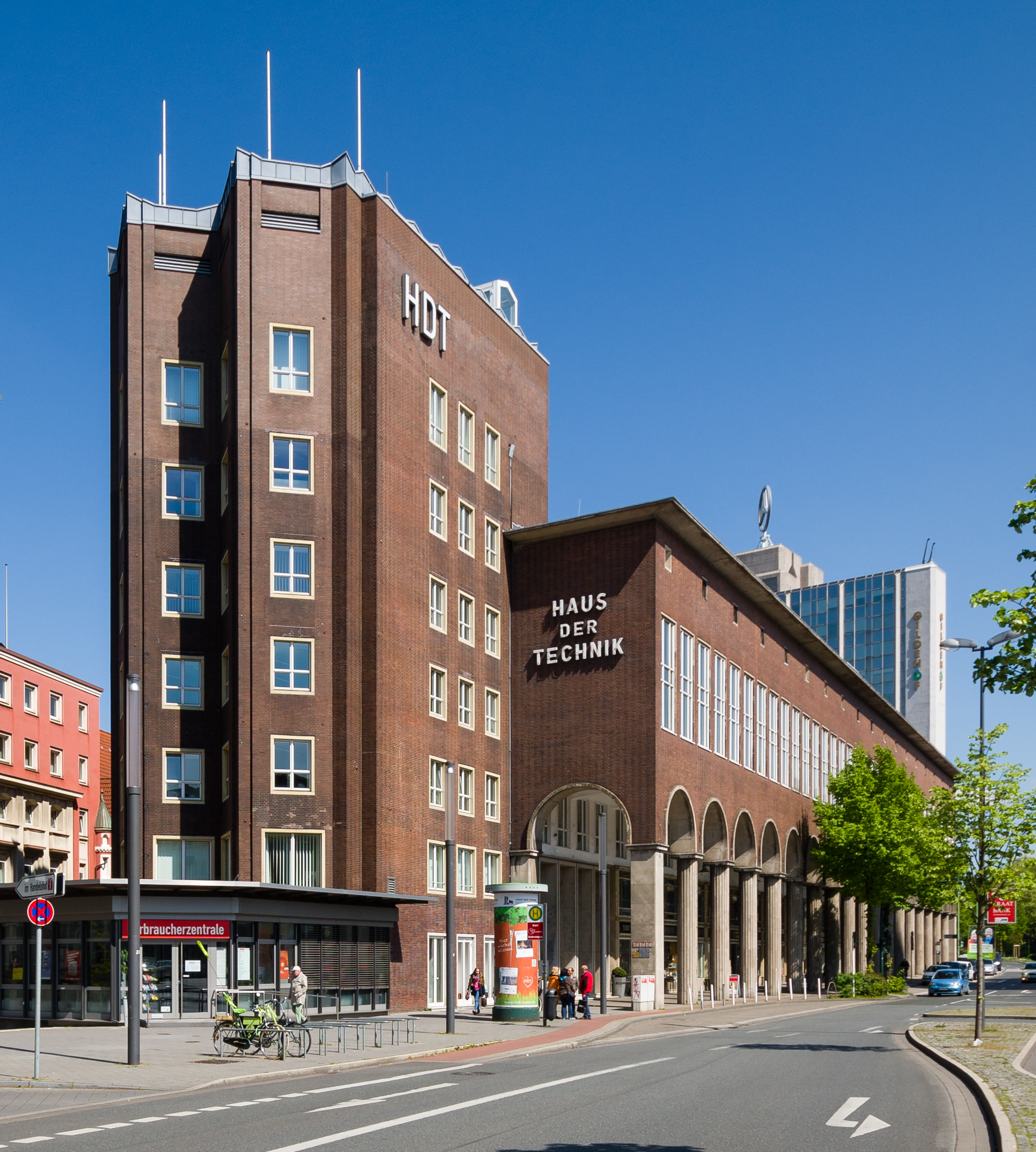

### Testvérvárosok
- Egyesült Királyság, Sunderland
- Finnország, Tampere
- Franciaország, Grenoble
- Izrael, Tel-Aviv
- Oroszország, Nyizsnyij Novgorod

## Fordítás
- Ez a szócikk részben vagy egészben  az   Essen című német Wikipédia-szócikk fordításán alapul.  Az eredeti cikk szerkesztőit annak laptörténete sorolja fel. Ez a jelzés csupán a megfogalmazás eredetét és a szerzői jogokat jelzi, nem szolgál a cikkben szereplő információk forrásmegjelöléseként.